# Aglyptodactylus
Genre
Aglyptodactylus est un genre d'amphibiens de la famille des Mantellidae.

## Répartition
Les 3 espèces de ce genre sont endémiques de Madagascar.

## Liste des espèces
Selon Amphibian Species of the World (16 septembre 2015) :

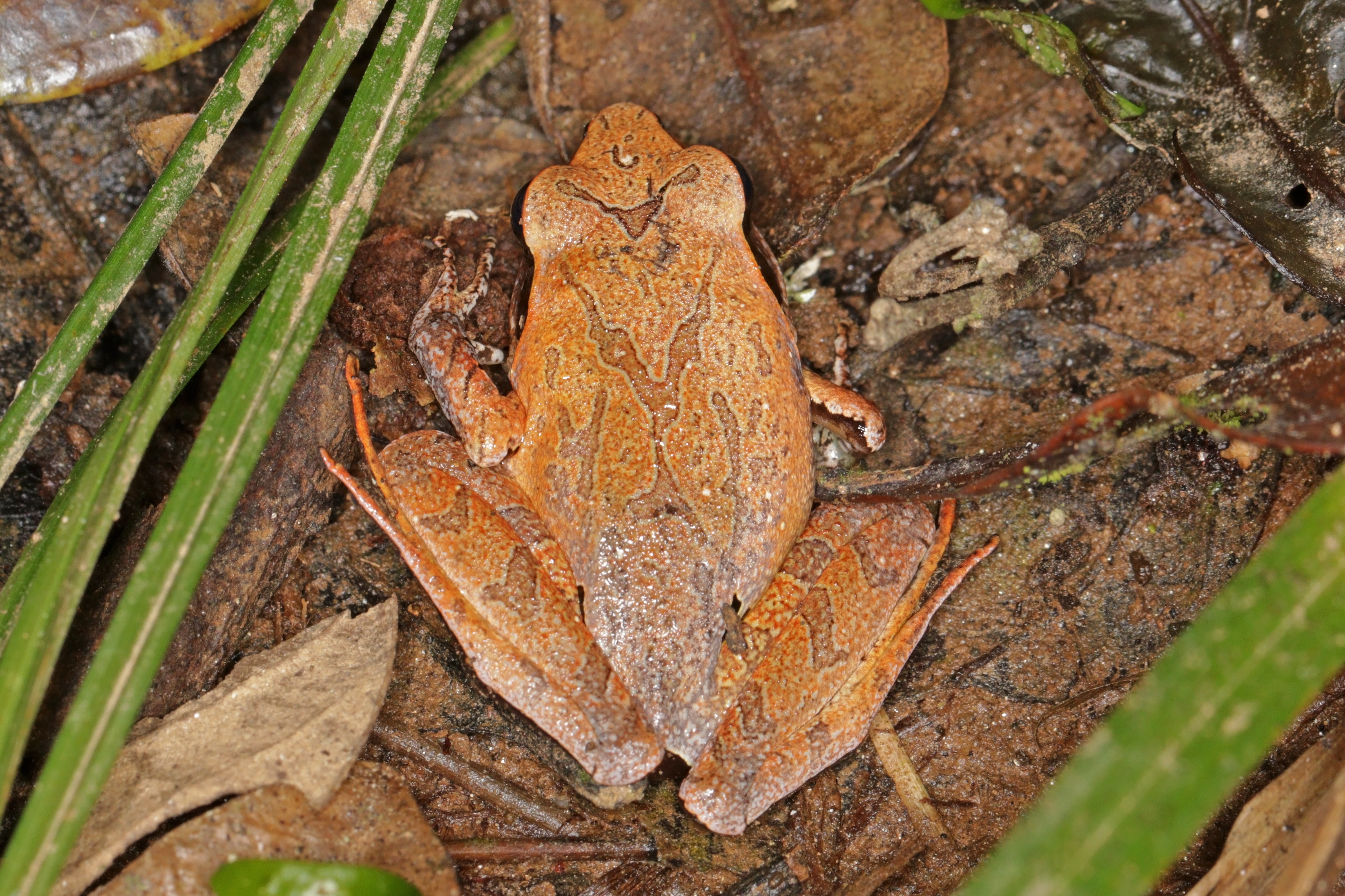
Aglyptodactylus australis : Grenouille sauteuse de Madagascar, Parc national d'Andasibe-Mantadia, Madagascar.

- Aglyptodactylus australis : Grenouille sauteuse de Madagascar, Parc national d'Andasibe-Mantadia, Madagascar.Aglyptodactylus australis Köhler, Glaw, Pabijan & Vences, 2015
- Aglyptodactylus chorus Köhler, Glaw, Pabijan & Vences, 2015
- Aglyptodactylus inguinalis Günther, 1877

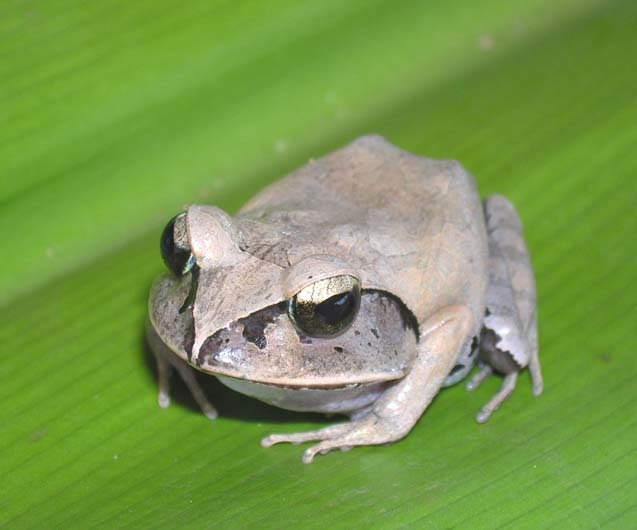
Aglyptodactylus laticeps

- Aglyptodactylus laticepsAglyptodactylus laticeps Glaw, Vences & Böhme, 1998

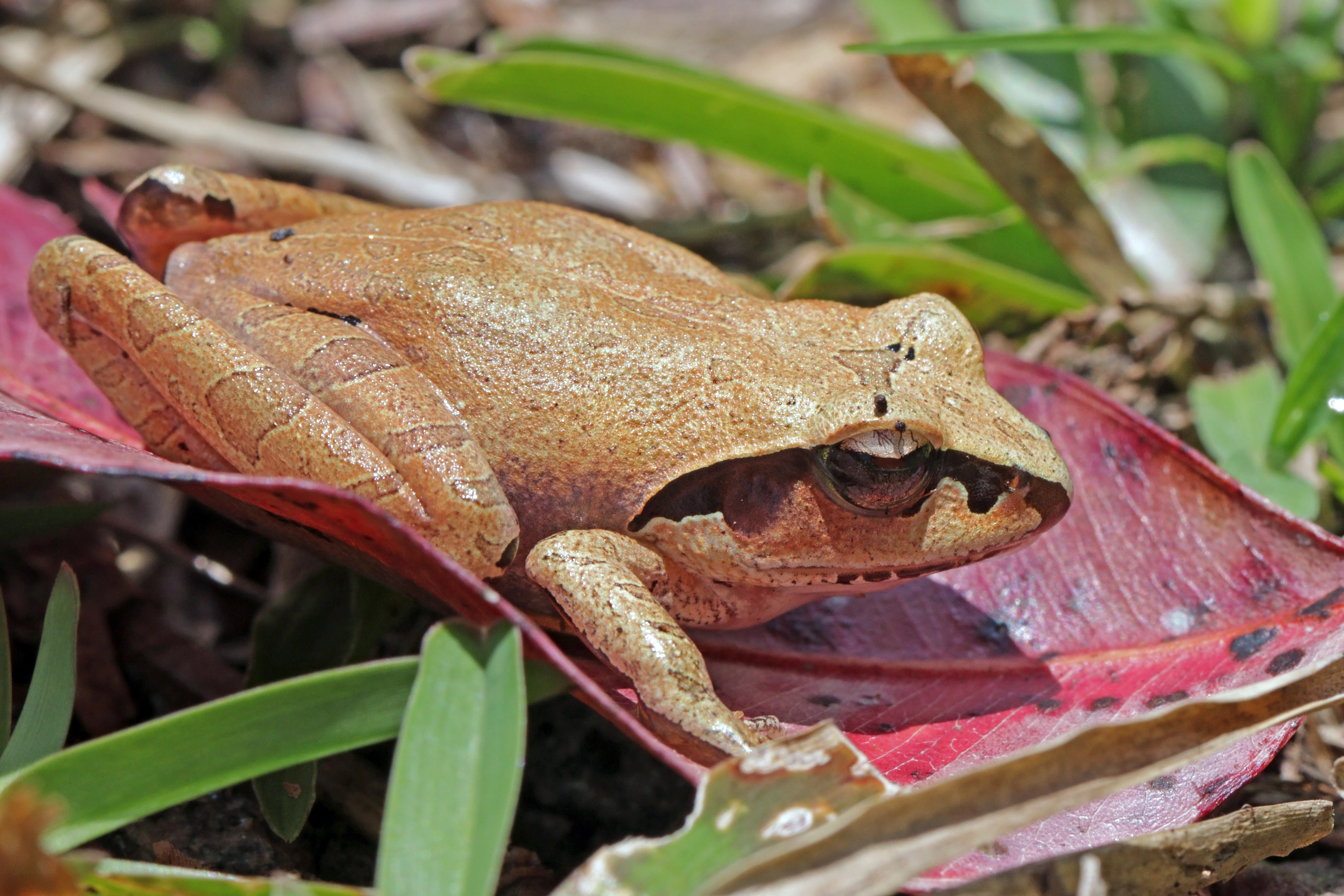
Aglyptodactylus madagascariensis : Grenouille sauteuse de Madagascar, Parc national de Ranomafana.

- Aglyptodactylus madagascariensis : Grenouille sauteuse de Madagascar, Parc national de Ranomafana.Aglyptodactylus madagascariensis (Duméril, 1853)

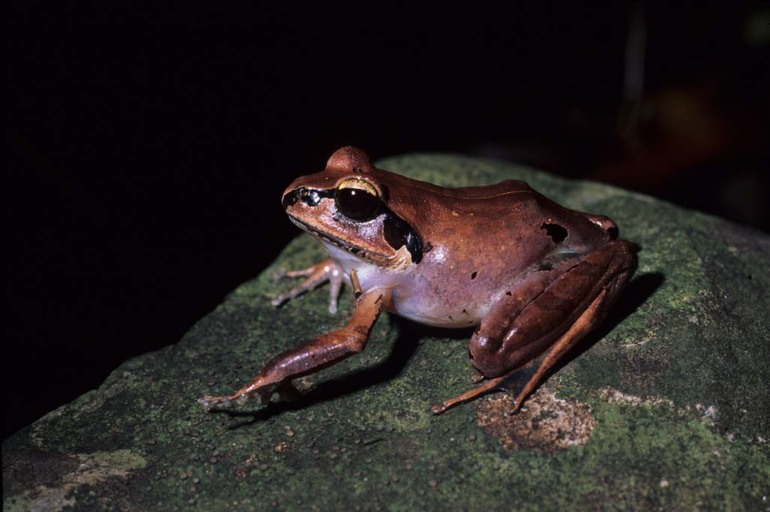
Aglyptodactylus securifer.

- Aglyptodactylus securifer.Aglyptodactylus securifer Glaw, Vences & Böhme, 1998

## Étymologie
Le nom de ce genre, Aglyptodactylus, du préfixe grec, α, a, « absence, non », γλυπτός, gluptós, « gravé », δάκτυλος, daktylos, « doigt », a été choisi en référence aux extrémités digitales de cette espèce qui ne sont qu'incomplètement rainurées, et ce en comparaison au genre apparenté Mantidactylus.

## Publication originale
- Boulenger, 1919 "1918" : On the Madagascar frogs of the genus Mantidactylus. Proceedings of the Zoological Society of London, vol. 1918, p. 257-261 (texte intégral).